# Nsok
Nsok (auch: Nsork) ist ein Ort und ein Verwaltungsbezirk in Äquatorialguinea. Im Jahre 2008 hatte er eine Bevölkerung von 3769 Personen.

## Lage
Der Ort befindet sich im Südosten der Provinz Wele-Nzas auf dem Festlandteil des Staates. Die Grenze zu Gabun ist nur ungefähr 5 Kilometer entfernt.
Eine von Nord nach Süden verlaufende Straße verbindet die dicht beieinander liegenden Ortschaften Mandoc, Mbula, Asasi, Masá om Norden, sowie Mban, Acoaesakira und Oveng im Süden.
Der Ort ist namengebend für den Parque nacional de Los Altos de Nsork.

## Klima
In der Stadt, die sich nah am Äquator befindet, herrscht tropisches Klima.